# 4003 Schumann
4003 Schumann este un asteroid din centura principală, descoperit pe 8 martie 1964 de Freimut Börngen.